# Lee Su-hyun (cantora, nascida em 1999)
Lee Su-hyun  (이수현, I SuhyeonLR, I SuhyŏnMR; Gyeonggi, 4 de maio de 1999) é uma cantora sul-coreana, atriz e youtuber.

## Biografia
Lee Su-hyun nasceu em 4 de maio de 1999 na província de Gyeonggi na Coreia do Sul. Ambos Su-hyun e seu irmão mais velho, Lee Chan-hyuk, se mudaram para a Mongólia com seus pais e residiram lá por cinco anos, enquanto estudavam em casa antes de retornar à Coreia do Sul. Em agosto de 2012, os irmãos fizeram uma audição para K-pop Star 2 como Akdong Musician. Os irmãos ficaram em primeiro lugar e assinaram um contrato com a gravadora YG Entertainment.

## Carreiras

### 2014-presente: AKMU e estreia a solo
Em abril de 2014, Su-hyun e Chan-hyuk estreou oficialmente como Akdong Musician com o álbum Play , tornando-se imediatamente um sucesso comercial. Atualmente, o par de irmãos lançou dois álbuns de estúdio, um EP, um único e muito mais. Em junho de 2017, Su-hyun abriu seu próprio canal no MochiPeach no YouTube com dicas de maquiagem, vlogs e muito mais. Atualmente, o canal já possui mais de 980.000 assinantes. Em setembro de 2017, Chan-hyuk se alistou nos fuzileiros navais coreanos para o serviço militar obrigatório, interrompendo temporariamente todas as atividades musicais do Akdong até seu retorno. Após o seu alistamento, Su-Hyun fez o seu primeiro aparecimento em Part-Time Idol na Netflix.

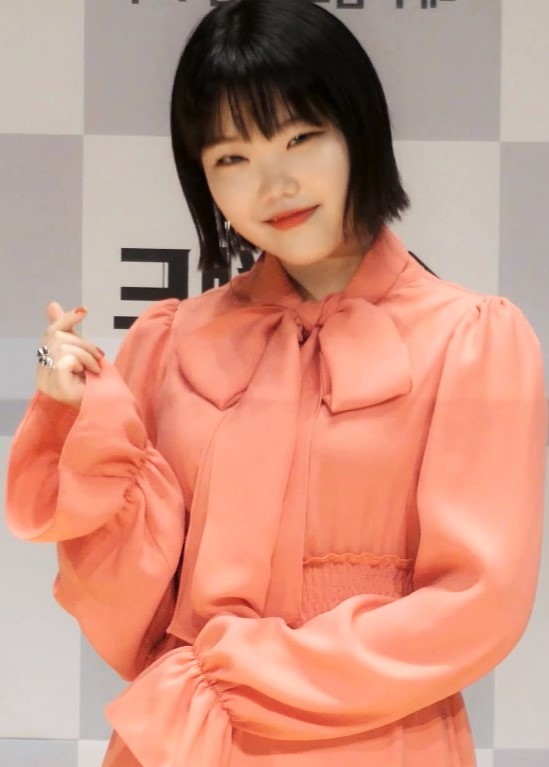
Lee Su-hyun participando da conferência de imprensa da Superband da JTBC em 11 de abril de 2019.

No início de 2018, Su-hyun foi escolhido para se juntar ao Begin Again 2. Em junho de 2018, Su-hyun se tornou um DJ de rádio permanente da Cool FM, Volume Up. No final do ano, Su-hyun lançou uma trilha sonora para o drama, Mr. Sunshine, e fez um filme no single digital de Jannabi, Made in Christmas.  Em março de 2019, Su-hyun foi escolhida como juiz para o programa Super Band Project. Mais tarde foi revelado que Su-hyun se reuniria com o elenco de Begin Again para uma terceira temporada. Em 27 de abril de 2019, Su-hyun participou do primeiro aniversário da declaração de Panmunjeom apresentando a trilha sonora de Pocahontas "Colors of the Wind".

## Imagem pública
Em novembro de 2018, Su-hyun foi escolhida para ser modelo da Glow Pick. Ela também participou da composição e canto da música para o comercial.

## Discografia

### Colaborações
- 2018 - Made in Christmas (Jannabi feat. Lee Su-hyun)

### Trilhas sonoras
- 2017 - Red Carpet (com Kwon Hyun-bin, Deukie, Kim Hee-jung e Hwang Seung-eon; Temporary Idol OST)
- 2017 - Ice Cafe (com Kwon Hyun-bin, Deukie, Kim Hee-jung e Hwang Seung-eon; Temporary Idol OST)
- 2018 - Sori (Miseuteo Syeonsyain OST)

## Filmografia

### Televisão
- Temporary Idol (2017)[2]
- YG Future Strategy Office - web-séries, episódio 8 (2018)[6]

### Reality show
- K-pop Star 2 (2012-2013)
- King of Mask Singer (2017)
- Relationship Appeal (2017)
- Begin Again 2 (2018)
- Super Band Project (2019)
- Begin Again 3 (2019)